# 코라블-스푸트니크 2호

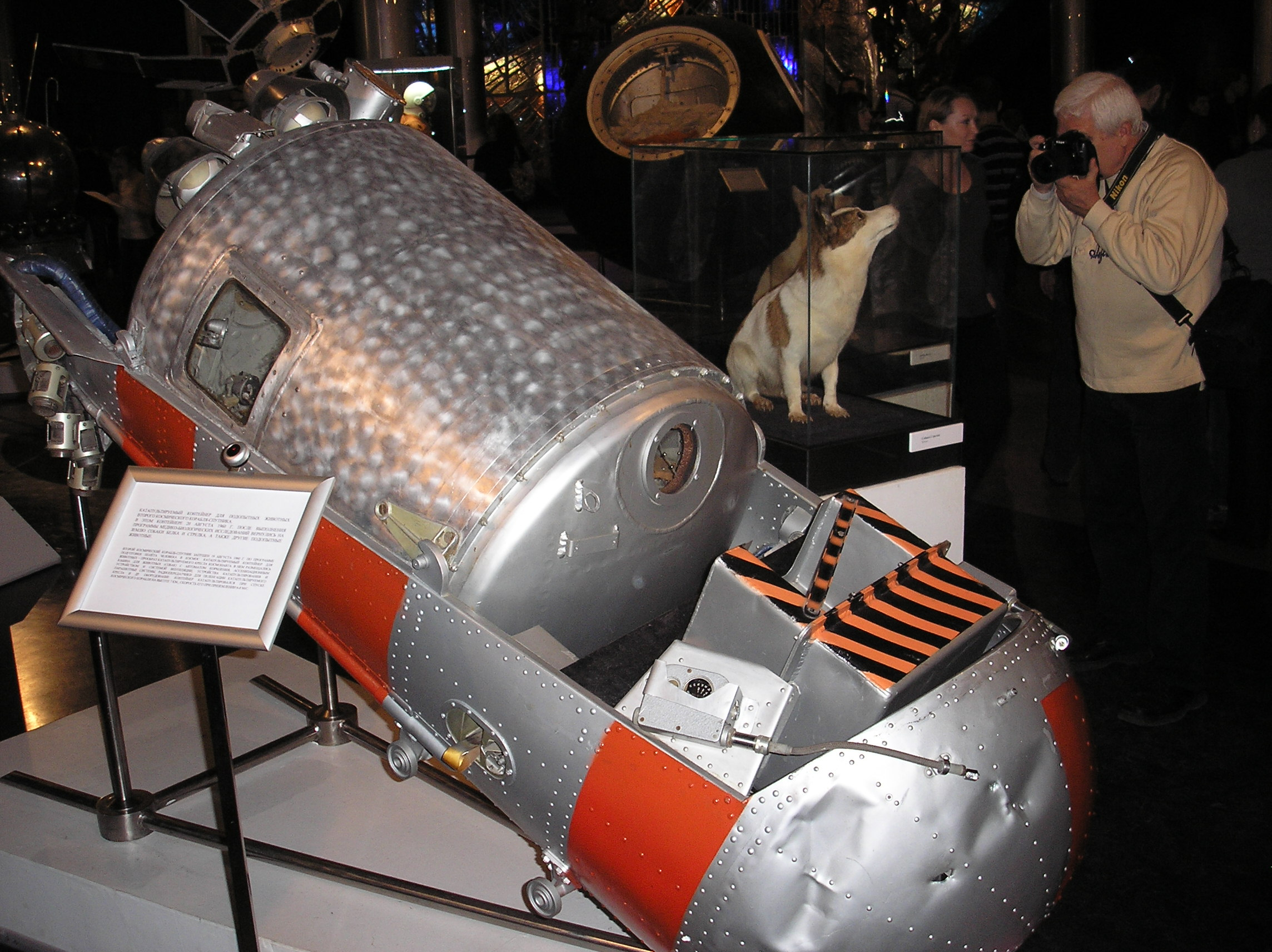
코라블-스푸트니크 2호

코라블-스푸트니크 2호(Корабль-Спутник 2)는 소련의 인공위성으로 보스토크 계획의 일환으로서 1960년 8월 19일 바이코누르 우주기지에서 발사됐다. 스푸트니크 계획과는 무관하지만 당시 소련의 우주 개발에 대한 정보 접근이 제한됐었던 서방 측에서는 해당 비행체를 스푸트니크 5호로 명명했다. 보스토크 계획 도중 발사된 세 번째 시험 비행이다. 코라블-스푸트니크 2호에 탑승한 소련의 우주견 벨카와 스트렐카는 우주여행 이후 무사 귀환한 첫 동물이다. 코라블-스푸트니크 2호는 8개월 후 첫 우주인 유리 가가린이 탑승한 보스토크 1호로의 길을 닦았다.